# جان کری‌رو
جان کَری‌رو (انگلیسی: John Carreyrou؛ زادهٔ) روزنامه‌نگار اهل ایالات متحده آمریکا و شاغل در وال‌استریت جورنال است. فعالیت وی باعث افشای کلاه‌برداری ترانوس شد که کتاب بد بلاد از اوست.
وی همچنین برندهٔ جوایزی همچون جایزه پولیتزر (دوبار) شده‌است.